# Final da Copa América Centenário
A final da Copa América Centenário foi uma partida de futebol realizada em 26 de junho de 2016 no MetLife Stadium, estádio situado em East Rutherford, Nova Jérsei, Estados Unidos. Ela foi disputada entre a Argentina e o Chile para decidirem o vencedor da Copa América Centenário, com os chilenos saindo-se vitoriosos nas penalidades. Esta foi a segunda decisão protagonizada por ambas as seleções: no ano anterior, os chilenos triunfaram nas penalidades e conquistaram a Copa América de 2015. A Argentina havia anteriormente participado de cinco finais da competição, vencendo em 1937 e 1993. Já o Chile participou das decisões de 1979 e 1987, além da edição de 2015.
Ambas classificaram-se automaticamente por serem afiliadas da Confederação Sul-Americana de Futebol (CONMEBOL). Os dois países foram sorteados para o mesmo grupo na competição, o Grupo D, enfrentando-se na primeira rodada, na qual a Argentina venceu por 2–1. Os chilenos se recuperaram da derrota, venceram seus dois jogos seguintes e terminaram a fase de grupos na segunda colocação, com os argentinos ficando em primeiro com três vitórias. O Chile enfrentou e derrotou o México e a Colômbia na fase eliminatória para chegar a final, já a Argentina passou pela Venezuela e Estados Unidos.

## Antecedentes
Antes da Copa América Centenário, Argentina tinha participado de cinco decisões do torneio: 1937, 1993, 2004, 2007 e 2015. Em sua primeira edição, a equipe empatou com o Brasil no número de pontos e, consequentemente, disputou um jogo de desempate, vencendo-o e conquistando o título. Em 1993, a seleção argentina ficou em segundo lugar do grupo, vencendo Bolívia e empatando com Colômbia e México; nos jogos eliminatórios, a equipe venceu nas penalidades Brasil e Colômbia. Por fim, venceu o México na decisão. Já na década de 2000, a equipe foi derrotada em duas ocasiões pelo Brasil. Na primeira, em 2004, uma derrota nos pênaltis determinou o vice-campeonato, enquanto que em 2007 a Argentina foi superada por 3–0. Finalmente, em 2015, classificou-se em primeiro lugar do Grupo B, vencendo Uruguai e Jamaica e um empate contra o Paraguai, passando por Colômbia e Paraguai antes de ser derrotado pelo Chile.
Já o Chile havia protagonizado três finais da competição, sendo que os chilenos conquistaram apenas a edição de 2015. Em 1979, perderam o título para o Paraguai num jogo de desempate que terminou sem gols; contudo, os paraguaios tinham um saldo melhor. Oito anos depois, na edição de 1987, foram derrotados pelo placar mínimo para o Uruguai. Ambas as seleções qualificaram-se automaticamente para a edição Centenária por serem afiliadas da CONMEBOL.

## Caminho até a final
Argentina e Chile foram sorteados para o mesmo grupo da Copa América, o Grupo D, de forma que também jogariam entre si na primeira rodada, em 6 de junho no Levi's Stadium, situado na cidade de Santa Clara. A partida começou com os argentinos partindo para o ataque e, aos dois minutos, Angel Di Maria cruzou para Nicolás Gaitán, que acertou o travessão. A equipe argentina manteve a ofensividade durante os primeiros 45 minutos; contudo, os chilenos equilibraram o confronto. O goleiro Sergio Romero evitou o tento chileno ao defender a finalização de Alexis Sánchez, aos 29 minutos. O segundo tempo iniciou com o Chile mais ofensivo, mas que não obteve êxito em suas finalizações. Aos seis minutos, a Argentina marcou seu primeiro gol com Angel Di Maria. Poucos minutos depois, Éver Banega ampliou. Os argentinos ficaram o restante no tempo regulamentar pressionando e criando mais chances de gols, porém o Chile marcou seu primeiro gol com José Pedro Fuenzalida já nos acréscimos. O resultado final foi uma vitória de 2–1 para a Argentina. No final do embate, Angel Di Maria se emocionou devido ao falecimento de sua avó.
Depois da derrota, o Chile enfrentou a Bolívia. Os chilenos marcaram no começo do segundo tempo com Arturo Vidal, porém o adversário empatou em uma cobrança de falta de Jhasmani Campos. Após sofrer o empate, o Chile teve uma predominância, mas encontrava dificuldades para converte-las em tentos até que Vidal converter um pênalti polêmico nos acréscimos, para um resultado final de 2–1. Em seguida o jogo foi contra o Panamá, que saiu na frente ao cinco minutos com um gol de Miguel Camargo; contudo, Eduardo Vargas virou o placar ainda no primeiro tempo. No segundo tempo, Alexis Sánchez marcou mais duas vezes, enquanto que o panamenho Abdiel Arroyo completou o placar (4–2). O oponente das quartas de final foi o México, uma vitória marcante de 7–0 colocaram o Chile nas semifinais da competição. A seleção mexicana, por sua vez, conheceu sua pior derrotada na história da Copa América. A disputa da semifinal foi em um jogo contra a seleção Colombiana, a partida sofreu com fortes chuvas e até mesmo com uma ameaçada de tornado na região do estádio, permanecendo interrompida por duas horas. Os chilenos, no entanto, marcaram em quatro minutos com gols de Charles Aránguiz e José Pedro Fuenzalida, vencendo o confronto em 2–0.

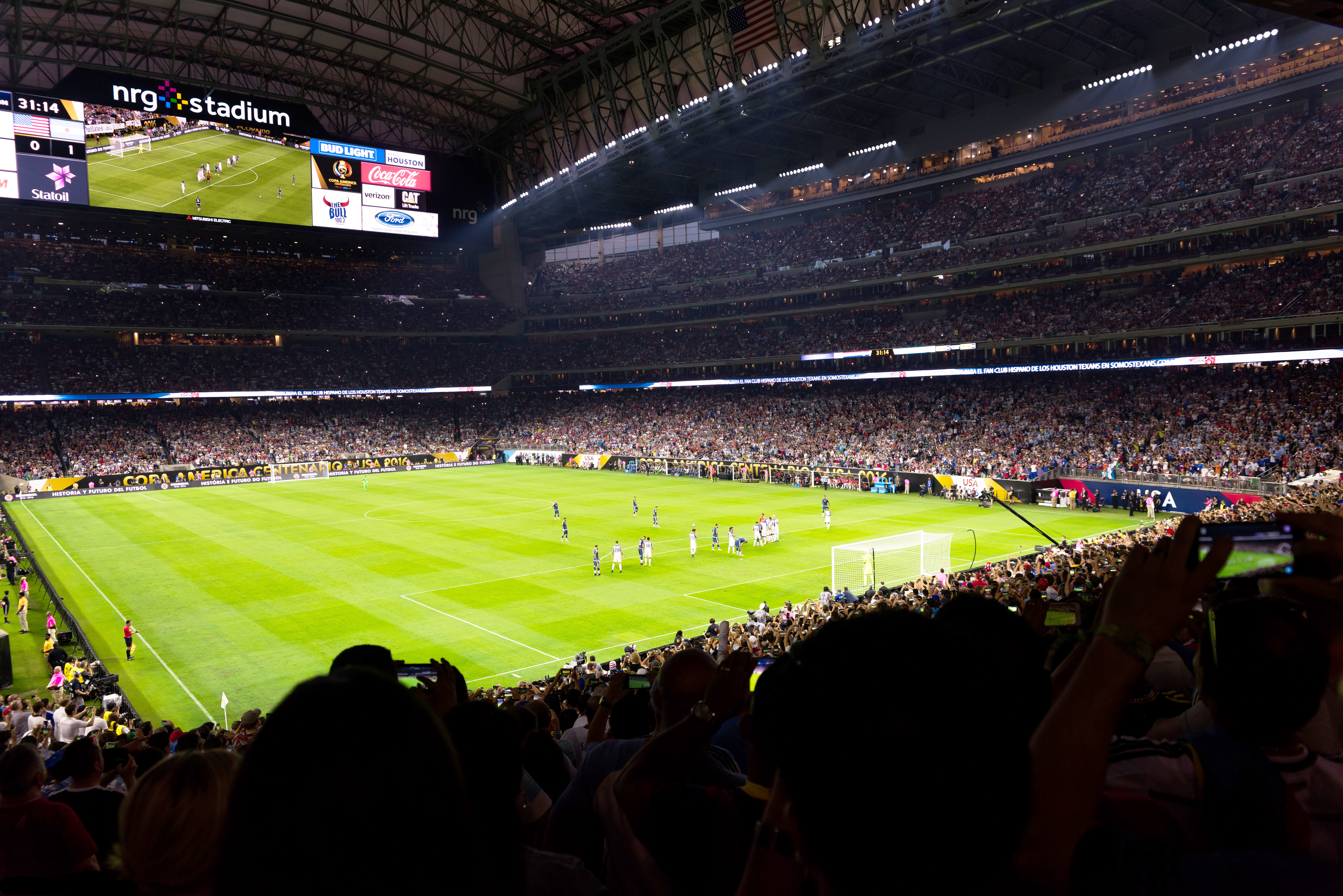
Confronto entre Estados Unidos e Argentina, válido pela semifinal.

A Argentina seguiu sua vitória na abertura com um confronto contra o Panamá, no qual Nicolás Otamendi abriu o placar aos sete minutos. Os argentinos ficaram mais ofensivos no segundo tempo e, com três gols de Lionel Messi e um de Sergio Agüero, golearam por 5–0. A próxima partida foi contra a Bolívia, com os argentinos já classificados; entretanto, a vaga conquistada de forma antecipada não interferiu no desempenho ofensivo da equipe e venceu o duelo com facilidade. Erik Lamela, Ezequiel Lavezzi e Víctor Cuesta foram os responsáveis pelos gols da partida, sendo que todos ocorreram no primeiro tempo. Seu oponente nas quartas de final foi a Venezuela. Os argentinos fizeram um jogo ofensivo, conseguindo dois gols no primeiro tempo com Gonzalo Higuaín. Já no segundo tempo, Lionel Messi ampliou a vantagem, enquanto que José Salomón Rondón descontou para a Venezuela; contudo, Erik Lamela marcou logo no minuto seguinte. A partida da semifinal foi contra os anfitriões, os Estados Unidos, em que os argentinos mantiveram-se fortes no ataque e aplicou mais uma goleada, desta vez por 4–0.
| Pos. | Seleção   | Pts | J | V | E | D | GP | GC | SG |
| ---- | --------- | --- | - | - | - | - | -- | -- | -- |
| 1    | Argentina | 9   | 3 | 3 | 0 | 0 | 10 | 1  | +9 |
| 2    | Chile     | 6   | 3 | 2 | 0 | 1 | 7  | 5  | +2 |
| 3    | Panamá    | 3   | 3 | 1 | 0 | 2 | 4  | 10 | –6 |
| 4    | Bolívia   | 0   | 3 | 0 | 0 | 3 | 2  | 7  | –5 |

| Pos. | Seleção   | Pts | J | V | E | D | GP | GC | SG |
| ---- | --------- | --- | - | - | - | - | -- | -- | -- |
| 1    | Argentina | 9   | 3 | 3 | 0 | 0 | 10 | 1  | +9 |
| 2    | Chile     | 6   | 3 | 2 | 0 | 1 | 7  | 5  | +2 |
| 3    | Panamá    | 3   | 3 | 1 | 0 | 2 | 4  | 10 | –6 |
| 4    | Bolívia   | 0   | 3 | 0 | 0 | 3 | 2  | 7  | –5 |

## Partida

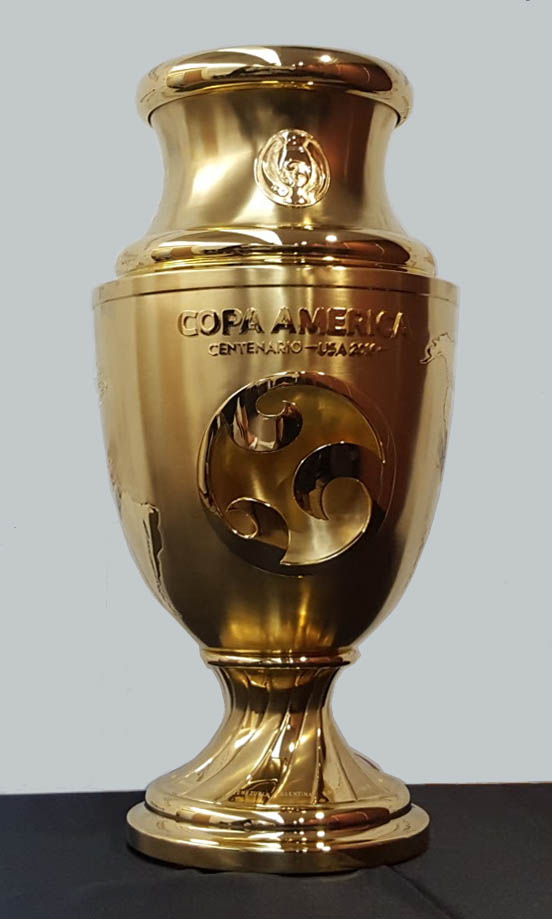
Troféu entregue ao vencedor.

A final da Copa América Centenário entre Argentina e Chile foi realizada às 20h00min de domingo, 26 de junho de 2016, no MetLife Stadium em East Rutherford, Nova Jérsei. O público presente foi de 82.026 pessoas, das quais a maioria eram torcedores argentinos. O árbitro da partida foi Héber Roberto Lopes do Brasil, que teve os também brasileiros Bruno Boschilia e Kleber Gil como auxiliares, além dos mexicanos Roberto Garcia (quarto árbitro) e Jose Camargo (assistente suplente). A bola criada exclusivamente para a partida, denominada de Nike Ordem Ciento, teve uma predominância da cor branca com detalhes em dourado e preto. Antes da partida, a CONMEBOL informou que o Chile continuaria como campeão oficial até a decisão da edição de 2019, independentemente de qual equipe conquistaria a edição centenária. A instituição também confirmou que o vencedor conquistaria um título oficial.

### Primeiro tempo
A partida começou com a Argentina ofensiva e, logo no primeiro minuto, Éver Banega conduziu a bola e finalizou de longa distância, mas o remate saiu do lado direito do gol chileno. Apesar do momento inicial, as marcações de ambas equipes prevaleceram e poucas chances de gols foram criadas, enquanto que o número de faltas aumentaram. Aos dezesseis minutos, Marcelo Díaz fez falta em Lionel Messi e tomou o primeiro cartão amarelo; o atacante argentino cobrou a falta, porém o goleiro Claudio Bravo efetuou a defesa. Dois minutos depois, Ángel Di María arrematou sem precisão da entrada da grande área; contudo, Gonzalo Higuaín teve a chance mais clara de gol. Este aproveitou o erro de Gary Medel, adentrou na área adversária e, de frente com o goleiro, finalizou para fora. Ainda na progressão do arremate, Medel chocou-se com a trave.
Aos 23 minutos, Lionel Messi cobrou uma falta e Nicolás Otamendi cabeceou na entrada da pequena área. A Argentina dominava as ações ofensivas, enquanto que o Chile demonstrava limitações e nervosismo, cometendo erros. Poucos minutos depois, Messi recebeu uma intervenção de Marcelo Díaz. O árbitro brasileiro Héber Roberto Lopes sinalizou a falta e mostrou o segundo cartão amarelo para o chileno e, consequentemente, o vermelho. A expulsão gerou reclamações por parte dos chilenos e o confronto tornou-se mais violento. José Pedro Fuenzalida solou Éver Banega, gerando um desentendimento entre Arturo Vidal e Javier Mascherano que receberam cartões amarelos, bem como Lionel Messi por simulação minutos depois. Por fim, Marcos Rojo recebeu o cartão vermelho após uma infração em Arturo Vidal, o lance também resultou em uma confusão entre os jogadores. Após o término do primeiro tempo, o árbitro Héber Roberto Lopes ganhou a atenção dos meios de comunicação brasileiros e estrangeiros: suas sinalizações e as aplicações de cartões foram alvos de reclamações de argentinos e chilenos, incluindo jogadores e treinadores. Durante uma conversa com o atacante Alexis Sánchez, ele pediu para que o jogador falasse mais devagar pois não estava entendo.

### Segundo tempo
Nenhum dos times fizeram alterações durante o intervalo. O segundo tempo iniciou com erros de passes e domínio, resultando em um jogo desagradável e sem chances de gols. Aos seis minutos, Jean Beausejour levou o cartão amarelo. Pouco depois a bola sobrou para Mauricio Isla, que finalizou pela linha de fundo. No lance seguinte, Matías Kranevitter substituiu Di María. Aos 19 minutos, Alexis Sánchez dominou sem marcação dentro da área adversárias, o árbitro interrompeu ao marcar impedimento do atacante. Quatro minutos depois, Charles Aránguiz também recebeu um cartão amarelo e, no minuto seguinte, Sergio Agüero entrou no lugar de Higuaín. O argentino recém ingressado na partida arrematou pela primeira três minutos depois e foi dele a melhor chance do segundo tempo - aos 39 minutos, ele adentrou a área e finalizou para fora.
O Chile, por sua vez, atacou com perigo aos 34 minutos quando Alexis Sánchez driblou a marcação e lançou para Eduardo Vargas, que finalizou; porém o goleiro Romero defendeu.

### Detalhes
| 26 de junho   | Argentina | 0 – 0 (pro) | Chile | MetLife Stadium, East Rutherford         |
| 20:00 (UTC−4) |           | Súmula      |       | Público: 82 026 Árbitro: BRA Héber Lopes |

|                                |       | Penalidades                              |  |
| Messi Mascherano Agüero Biglia | 2 – 4 | Vidal Castillo Aránguiz Beausejour Silva |  |

| Argentina | Chile |

| G               | 1  | Sergio Romero      |     |      |
| LD              | 4  | Gabriel Mercado    |     |      |
| Z               | 17 | Nicolás Otamendi   |     |      |
| Z               | 13 | Ramiro Funes Mori  |     |      |
| LE              | 16 | Marcos Rojo        | 43' |      |
| M               | 6  | Lucas Biglia       |     |      |
| M               | 14 | Javier Mascherano  | 37' |      |
| M               | 19 | Éver Banega        |     | 111' |
| A               | 10 | Lionel Messi       | 40' |      |
| A               | 9  | Gonzalo Higuaín    |     | 70'  |
| A               | 7  | Ángel Di María     |     | 57'  |
| Substituições:  |    |                    |     |      |
| M               | 5  | Matías Kranevitter | 94' | 57'  |
| A               | 11 | Sergio Agüero      |     | 70'  |
| M               | 18 | Erik Lamela        |     | 111' |
| Treinador:      |    |                    |     |      |
| Gerardo Martino |    |                    |     |      |

| G                  | 1  | Claudio Bravo         |          |      |
| LD                 | 4  | Mauricio Isla         |          |      |
| Z                  | 17 | Gary Medel            |          |      |
| Z                  | 18 | Gonzalo Jara          |          |      |
| LE                 | 15 | Jean Beausejour       | 52'      |      |
| M                  | 20 | Charles Aránguiz      | 69'      |      |
| M                  | 21 | Marcelo Díaz          | 16', 28' |      |
| M                  | 8  | Arturo Vidal          | 37'      |      |
| A                  | 7  | Alexis Sánchez        |          | 104' |
| A                  | 6  | José Pedro Fuenzalida |          | 80'  |
| A                  | 11 | Eduardo Vargas        |          | 109' |
| Substituições:     |    |                       |          |      |
| A                  | 22 | Edson Puch            |          | 80'  |
| M                  | 5  | Francisco Silva       |          | 104' |
| A                  | 16 | Nicolás Castillo      |          | 109' |
| Treinador:         |    |                       |          |      |
| Juan Antonio Pizzi |    |                       |          |      |

| Homem do Jogo: Claudio Bravo Auxiliares: Kléber Lúcio Gil Bruno Boschilia Quarto Árbitro: Roberto García Quinto Árbitro: José Luis Camargo |

## Repercussão

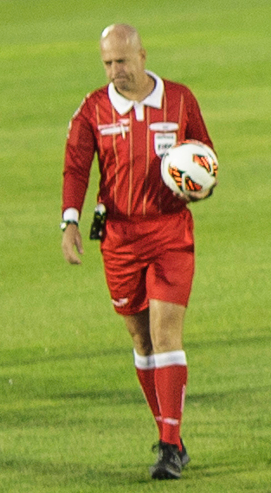
Héber Roberto Lopes, árbitro brasileiro responsável por apitar a decisão da Copa América Centenário.

A arbitragem da partida, encabeçada pelo brasileiro Héber Roberto Lopes foi amplamente discutida devido as suas polêmicas decisões, sendo considerado por vários periódicos como "protagonista". Antes mesmo do intervalo, vários jornalistas realizaram um levantamento de seus excessivos números de cartões amarelos e vermelhos nos últimos jogos. O brasileiro também foi alvo nas redes sociais, nas quais recebeu o apelido de "Bruce Willis" e repercutiu no trending topics (tópicos mais comentados no momento no Twitter) no Brasil e na Argentina. A BBC considerou que o árbitro cortou o jogo em vários momento, advertiu mal e não acusou óbvias interferências faltosas de ambas equipes: "Sua intrusão excessiva no jogo tornou mais difícil uma partida que, por si só, era muito travada." Já o Diario Clarín discordou das expulsões, assim como do cartão amarelo que Lionel Messi recebeu por suposta simulação de pênalti. Além disso, o árbitro protagonizou uma inesperada declaração durante o intervalo, alegando que não compreendia o que Alexis Sánchez falava. De acordo com a averiguação do Diario Clarín, a CONMEBOL considerava Héber Roberto Lopes como o árbitro "perfeito" e "ideal" para o embate, desde a sua técnica até a administração da partida, além de ter muita personalidade. Um mês depois da realização da partida, Héber Roberto Lopes elogiou Lionel Messi, assegurando que ele [Messi] era um dos mais respeitosos jogadores:
Messi é um dos jogadores mais educados com os árbitros que conheci, devido ao seu impacto e seu nome. Além disso, é também com seus adversários. [...] Lionel nunca causa problemas, mas há jogadores de nível inferior que se comportam de maneira diferente; com o Messi isso não acontece."
A vitória do Chile nas penalidades após um empate sem gols repetiu os acontecimentos da decisão anterior. Até 2015, a seleção chilena nunca havia conquistado o torneio, tendo conquistado seus dois títulos em cima da Argentina. A seleção argentina, por sua vez, continuou sem conquistar um título há 23 anos, sendo três vices campeonatos consecutivos: Copa do Mundo de 2014, e Copa América de 2015 e 2016.